# Tetín (hradiště)
Tetínské hradiště se nacházelo poblíž zříceniny hradu Tetín v místech dnešní obce Tetín v okrese Beroun. Bylo jedním z opěrných bodů soustavy hradišť, která obklopovala přemyslovský stát ve středních Čechách a jeho počátky jsou kladeny na přelom devátého a desátého století. V roce 921 zde byla zavražděna Svatá Ludmila. Ačkoli písemné zmínky o hradu pocházejí až ze třináctého století, Tetín byl znám už z ludmilských a václavských legend. Význam hradiště ale patrně už od poloviny desátého století klesal. Jeho areál je spolu se zbytky hradu chráněn jako kulturní památka.

## Historie
Prostor hradiště byl poprvé osídlen v neolitu, kdy se na jeho ploše nacházelo neopevněné sídliště. Nejstarší opevnění vzniklo v pozdní době bronzové a další neopevněné sídlo zde stálo během doby laténské. Doložitelné opevnění pochází z konce devátého nebo začátku desátého století.
Tetín snad nahradil v době své výstavby zanikající hradiště u Hostimi na protější straně Berounky. Existence obou hradišť souvisela s přechodem řeky, který zde až do let 1907–1909 usnadňovaly dva ostrovy, a samotné tetínské hradiště patřilo k opěrným bodům prvotního přemyslovského státu. Význam hradiště poklesl v polovině 10. století, takže v následujících staletích nepatřilo k hradské soustavě. V polovině třináctého století byla část hradiště využita při stavbě královského hradu Tetín.
V roce 921 byla na hradišti zavražděna Ludmila, vdova po knížeti Bořivoji. Podle legend vdova na hradišti obývala ohrazený dvorec, jehož bránu útočník vyvrátil a poté pronikl do Ludmilina domu. Z této doby je přítomností kněží a sloužením mší na hradišti nepřímo doložena existence kostela. Nad Ludmiliným hrobem údajně nechala kněžna Drahomíra postavit kostel svatého Michala. Tvořila jej nejspíše dřevěná pohřební kaple, později přestavěná na kostel. Stávala snad v místech kostela svatého Jana Nepomuckého. Ve dvanáctém století byl na akropoli postaven kostel svaté Ludmily, později upravený na kostel svaté Kateřiny. V sousedství obou kostelů bývala pohřebiště.

## Výzkum

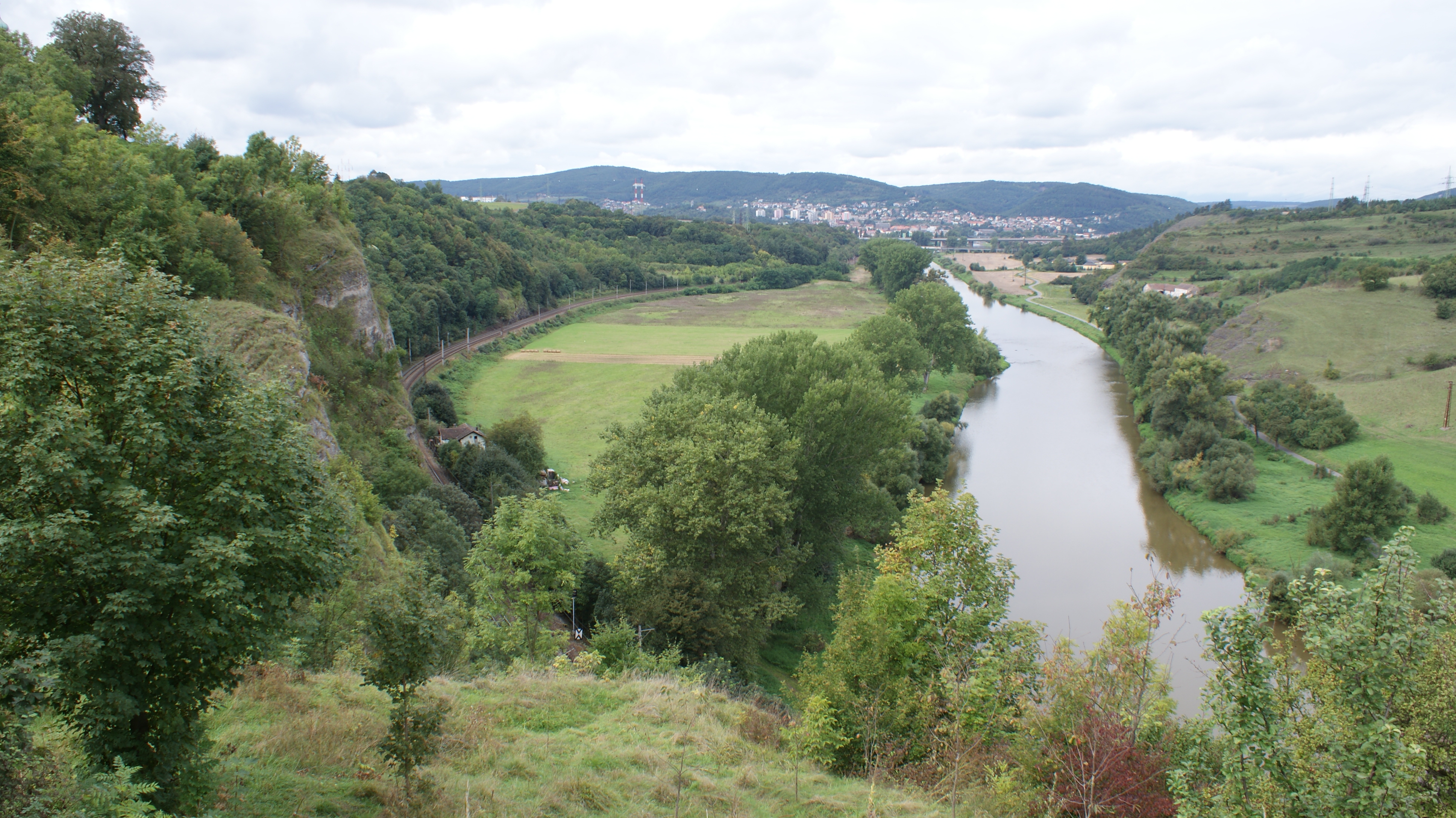
Pohled ze skalní vyhlídky do údolí Berounky, v pozadí Beroun

První stavebně historický průzkum hradiště provedl v devatenáctém století Bernhard Grueber, podle kterého lokalitu popsal Jan Erazim Vocel. Archeologické výzkumy na hradišti prováděli Jan Axamit, Břetislav Jelínek nebo V. Landa. Opevnění akropole a pohřebiště u kostela svaté Kateřiny zkoumal v roce 1950 Jaroslav Kudrnáč. Roku 1991 provedla Naďa Profantová průkop vnějším opevněním a záchranné výzkumy v letech 1999 a 2000 realizoval Michal Lutovský.
Při záchranném archeologickém výzkumu v roce 2006 byly na území bývalého hradiště odkryty tři desítky hrobů, nejmladší z nich z první poloviny desátého století, a to buď bez přídavků nebo s velmi střídmou výbavou. Výjimkou jsou tři ženské hroby. První, patřící malé dívce, obsahoval pět jednoduchých bronzových a jednu pozlacenou bubínkovitou náušnici, dva bronzové nezdobené gombíky, náhrdelník ze skleněných perel a nůž. Hrob druhé ženy obsahoval čtyři bronzové náušnice, náhrdelník ze skleněných korálků, vědro a nůž. Třetí hrob obsahoval dvě stříbrné náušnice, náhrdelník ze skleněných perel a nůž.[zdroj⁠?!]

## Stavební podoba
Trojdílné hradiště s rozlohou 9,9 hektaru bylo postaveno na ostrožně vymezené pravým břehem Berounky a Tetínskou roklí. Ostrožna převyšuje hladinu řeky až o šedesát metrů. Na východní části ostrožny bývala akropole s rozlohou přibližně 2,3 hektaru. Její opevnění bylo rozvezeno v devatenáctém století, ale podle prozkoumaných zbytků je tvořil příkop s hradbou širokou 7,5 metru. V čele hradby bývala zeď z nasucho kladených kamenů, na kterou navazovala hlinitá výplň vyztužená blíže neznámou dřevěnou konstrukcí. Vnitřní strana hradby byla dřevěná.
Z větší části zanikla také hradba vnitřního předhradí, které k akropoli přiléhalo na západní straně. Její průběh popsali Vladimír Čtverák a Irena Benková. Opevnění se projevuje na jižní a jihozápadní straně výrazným převýšením terénu.
Nejlépe se dochovalo opevnění vnějšího předhradí, jehož pozůstatkem je 400 metrů dlouhý val lemovaný na vnější straně příkopem. Val se stáčí podél severní a jižní strany, kde se postupně ztrácí pod novodobou zástavbou. Na jižní straně se mezi příkopem a původní hradbou nacházela berma. Čelní strana hradby byla postavena z vápencových kamenů bez použití malty. Na vnitřní straně bývala nejspíše podobná kamenná plenta a vnitřní prostor byl vyplněn písčitým zásypem. Vnitřní dřevěná konstrukce nebyla doložena, ale její existence je pravděpodobná.